# Pizza Margherita

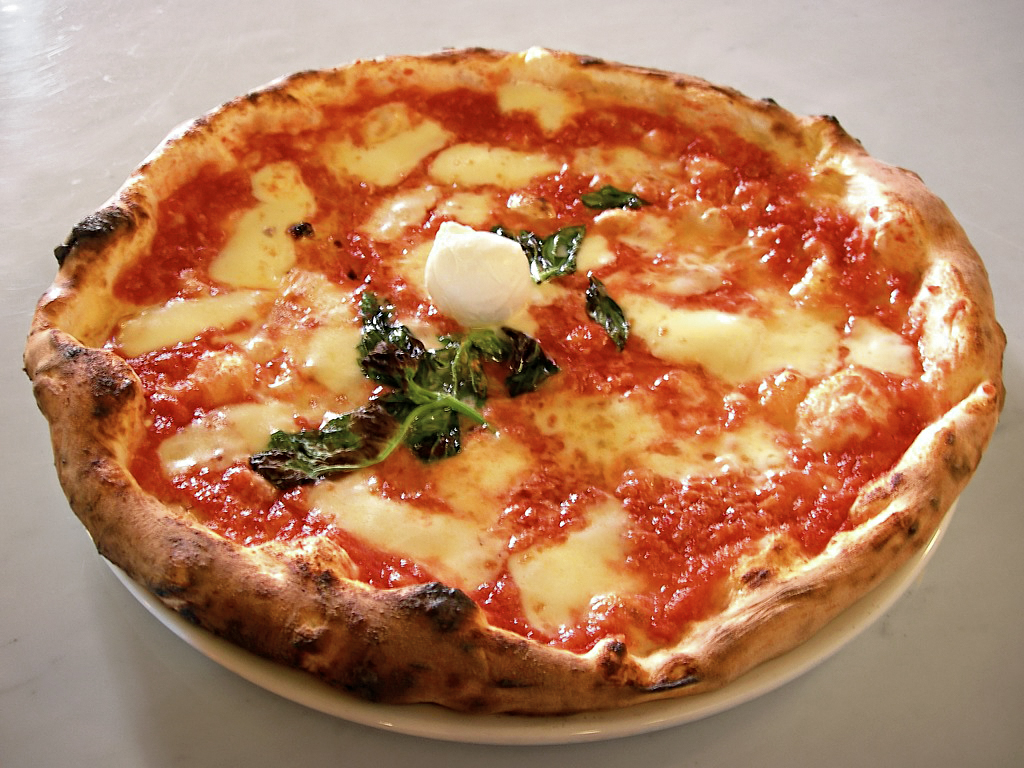
Pizza Margherita

Pizza Margherita – rodzaj pizzy w kuchni włoskiej, pochodzącej z Neapolu, pokrytej sosem pomidorowym, mozzarellą, świeżą bazylią i oliwą z oliwek.

## Historia
W 1889 roku Raffaele Esposito stworzył danie pizza Margherita na cześć królowej Małgorzaty Sabaudzkiej (wł. Margherita di Savoia) i zjednoczenia Włoch, co reprezentują obecne w daniu dodatki w kolorach flagi Włoch.